# Maison municipale de retraite de Reims
La Maison municipale de retraite de Reims était un ensemble immobilier situé à Reims dans le département français de la  marne dans la région historique de Champagne Ardenne.

## Localisation
La Maison municipale de retraite de Reims était située 26 rue simon à Reims dans la Marne.

## Historique
Le projet de construction d'une maison de retraite a été adopté par le conseil municipal du 18 juillet 1860.
Il a retenu le principe du paiement d'une pension. La Maison Municipale de Retraite a été construite grâce aux dons des habitants et de la part de la Société des Déchets de la Fabrique de Reims allouée à la Ville de Reims.
Elle a été construite en plusieurs tranches dans  l'ancien  jardin  de  l'abbaye de Saint-Remi.
On y est admis, à partir de 60 ans, en payant une pension graduée avec un minimum de 450Fr par an  et en fournissant le mobilier de la chambre occupée.
Le nombre de lit était de 400.
Le bâtiment a été détruit dans le cadre de la rénovation du quartier de St Rémi en 1971.

## Architecture
Le  bâtiment est l’œuvre de l’architecte Narcisse Brunette.
Le bâtiment était en forme de U sur quatre étages.

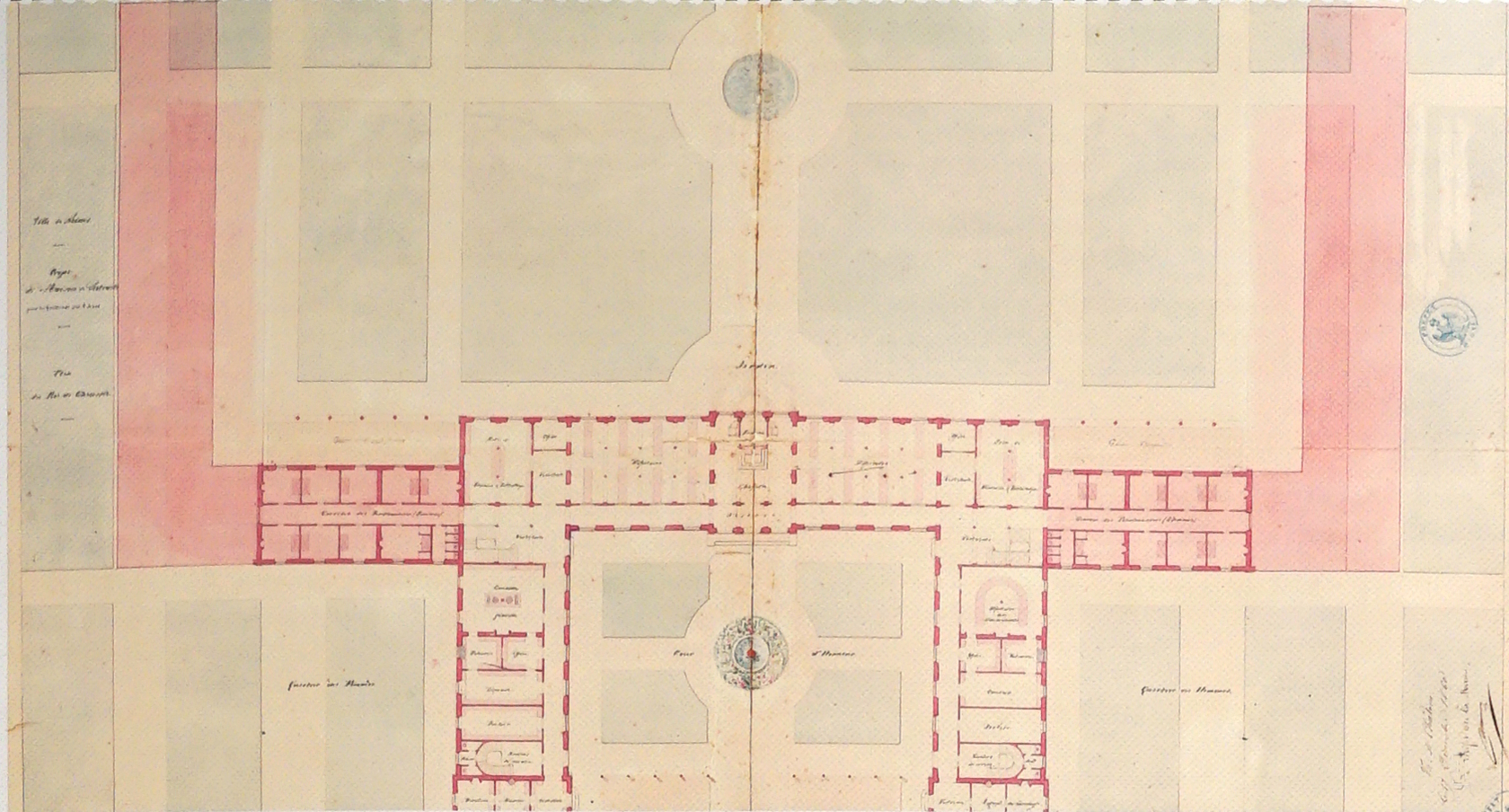
Plan de la Maison de retraite rue Simon

## Galerie de photographies

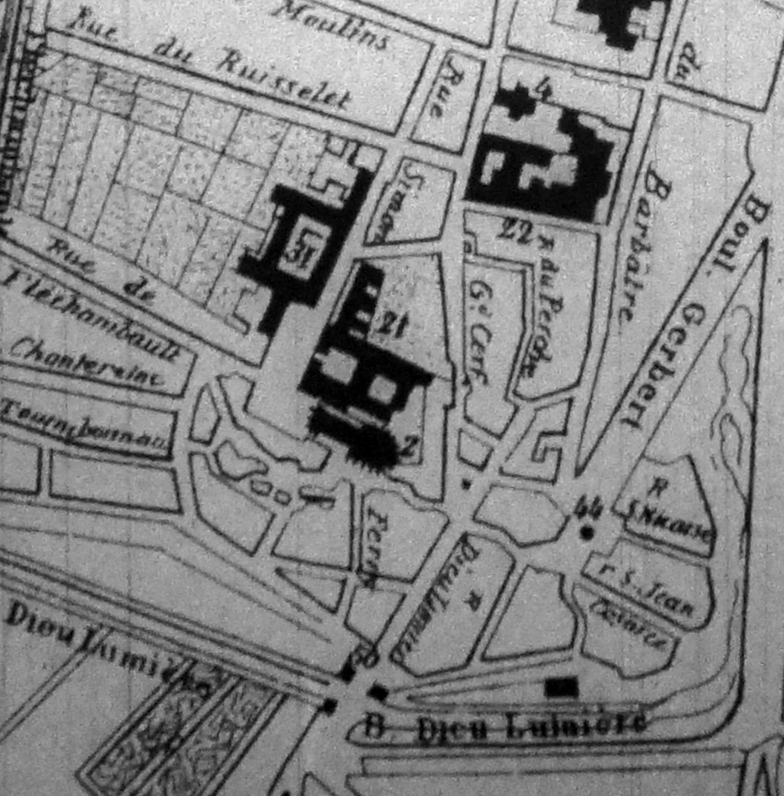
Plan du quartier vers 1870.
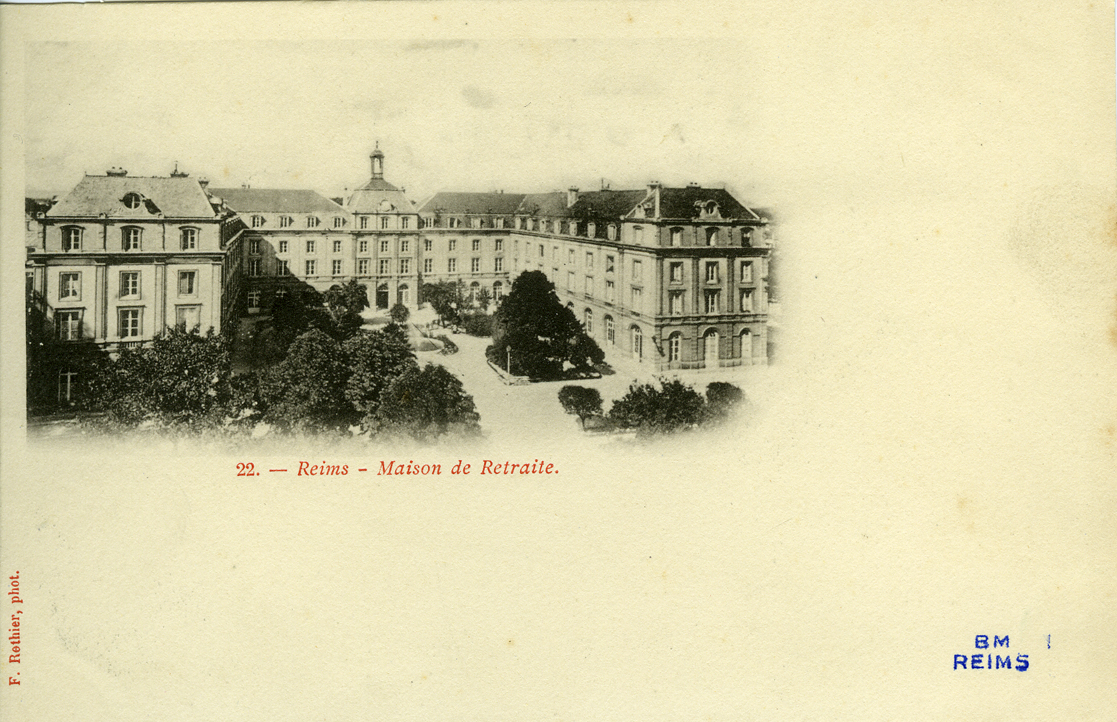
Reims Maison de retraite.
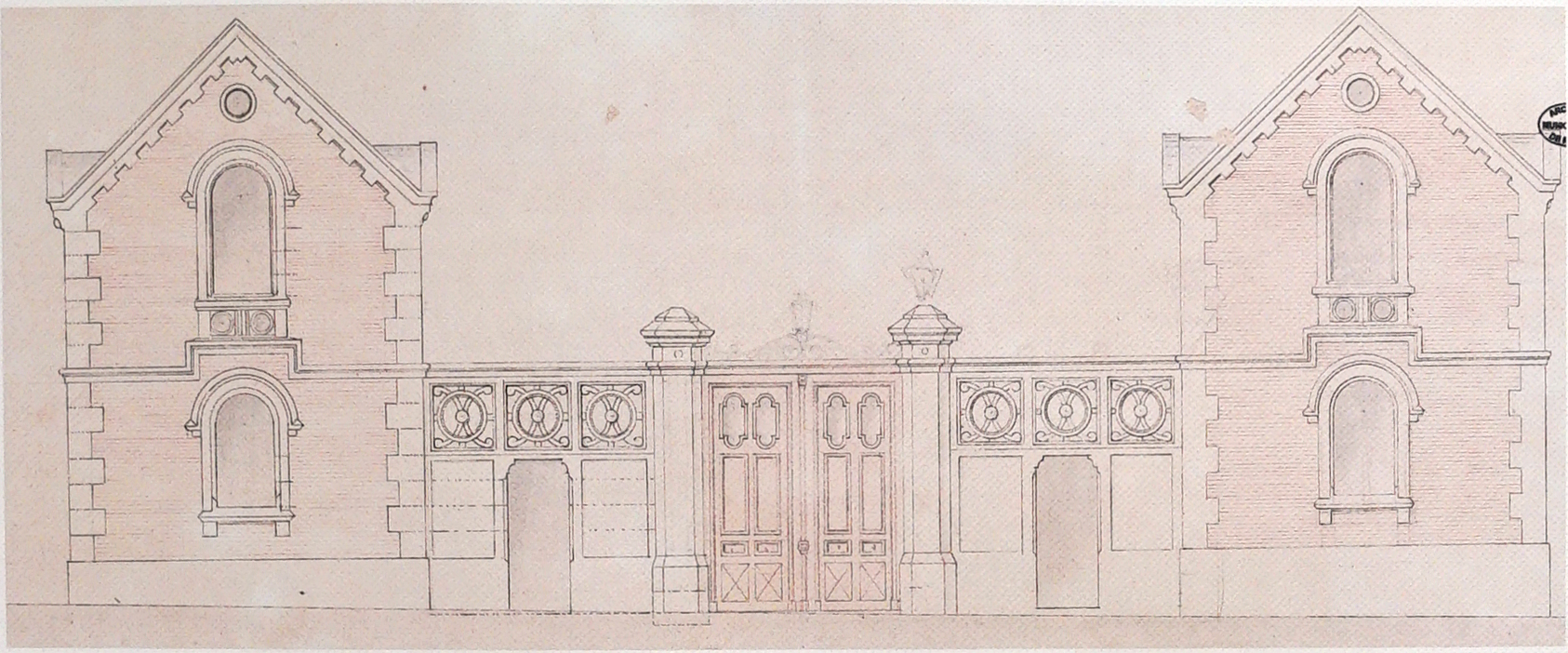
Dessin du portail.